# Чернідла
Чернідла (пол. Czernidła) — село в Польщі, у гміні Констанцин-Єзьорна Пясечинського повіту Мазовецького воєводства.
Населення — 126 осіб (2011).
У 1975-1998 роках село належало до Варшавського воєводства.

## Демографія
Демографічна структура станом на 31 березня 2011 року:
|          | Загалом | Допрацездатний вік | Працездатний вік | Постпрацездатний вік |
| -------- | ------- | ------------------ | ---------------- | -------------------- |
| Чоловіки | 63      | 9                  | 47               | 7                    |
| Жінки    | 63      | 7                  | 39               | 17                   |
| Разом    | 126     | 16                 | 86               | 24                   |